# Bustul lui Barbu Constantinescu din București
Bustul lui Barbu Constantinescu este lucrarea sculptorului român Ioan Iordănescu (1881 - 1950), absolvent al Școlii de Belle Arte din București. Bustul a fost dezvelit la 8 mai 1911. Realizat din bronz, bustul este așezat pe un soclu înalt din piatră pe a cărui parte frontală este următoarea inscripție:
| LUI BARBU CONSTANTINESCU 1839 - 1891 ȘCOLARII ȘI PRIETENII |

Barbu Constantinescu (1839-1891) a fost un profesor român din a doua jumătate a secolului 19, preocupat de luminarea maselor. A considerat că „poporul este temelia statului și cu cât poporul va fi mai luminat, cu atât statul întreg va deveni mai ferice înauntru, mai puternic și mai respectat în afară”. A urmat Seminarul Central și Colegiul Sfântul Sava din București. În 1860 obține o bursă de stat la Leipzig (licență în teologie și doctorat în filosofie). În 1866 este numit profesor la Seminarul Central din București. Predă istorie la Liceul Matei Basarab (1883-1891) și pedagogie la Azilul Elena Doamna (1882-1886, 1888-1889). Barbu Constantinescu a fost numit decan al Facultății de Teologie, funcție pe care a ocupat-o până în 1891, data morții sale. De-a lungul vieții a publicat manuale de limba română, de istorie, de pedagogie, de istorie bisericească etc.
Sculptura este înscrisă în Lista monumentelor istorice 2010 - Municipiul București - la nr. crt. 2370, cod LMI B-III-m-B-20051.
Monumentul se află pe strada Sfânta Ecaterina nr. 3, sector 4, lângă Biserica Sfânta Ecaterina.